# Lucius Caesonius Ovinius Manlius Rufinianus Bassus
Lucius Caesonius Ovinius Manlius Rufinianus Bassus of Lucius Caesonius Rufinianus Bassus (ca.227-ca.300) was een telg uit de invloedrijke Romeinse Patriciër familie gens Caesonia. Hij had een carrière als militair en magistraat.

## Carrière
Zijn carrière begon vermoedelijk rond 240 als Triumvir capitalis (gevangenisdirecteur). In de jaren 250 was hij curator. Rond 260 werd hij voor de eerste maal Consul suffectus. Daarna was hij  Legatus. In de jaren 270 was hij Proconsul in de provincie Africa. Keizer Probus (276-282) stelde hem aan als opperrechter. Onder volgde keizers schopte hij het tot Comes Augustorum.
In 284 werd hij samen met Diocletianus tot Consul uitgeroepen, beiden namen de Fasces ter hand. Daarna werd hij Praefectus urbi van Rome. Op het einde van zijn leven droeg hij de titel Pontifex Maior.